# سوکولووو (استان دوبریچ)
سوکولووو (به بلغاری: Sokolovo) یک منطقهٔ مسکونی در بلغارستان است که در شهرستان بالچیک واقع شده‌است.